# Болгаро-черногорские отношения
Болгаро-черногорские отношения — двусторонние дипломатические отношения между Республикой Болгарией и Черногорией.

## История
Отношения между Болгарией и Черногорией впервые были установлены в 1897 году. Княжество Болгария, в то время вассальное от Османской империи, обрело независимость 22 сентября 1908 года, а Княжество Черногория (с августа 1910 года — Королевство Черногория) стало независимым княжеством в соответствии с решением Берлинского конгресса.
12 июня 2006 года Республика Болгария признала независимость Черногории после референдума о независимости Черногории. Страны установили дипломатические отношения 2 августа 2006 года.